# Fliegenbinden

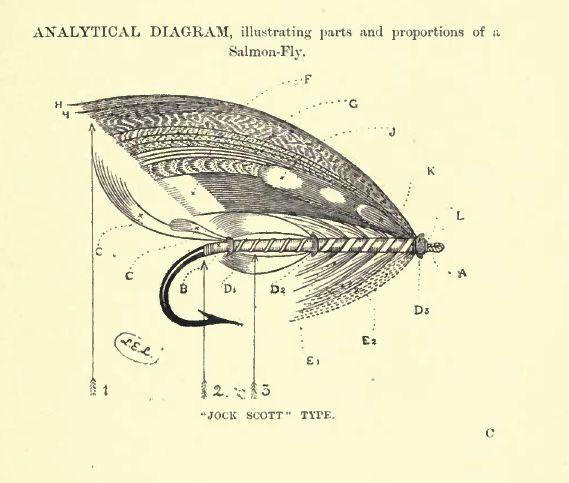
Bestandteile einer Lachsfliege.

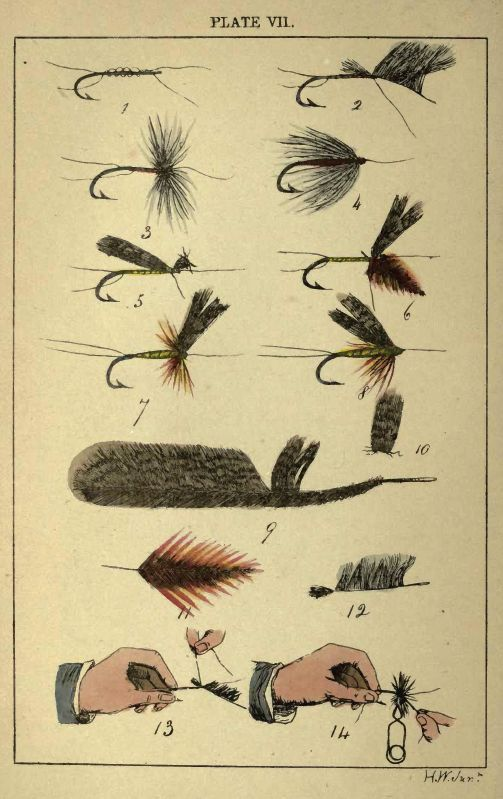
Anleitung zum Fliegenbinden aus dem Jahr 1860.

Das Fliegenbinden ist das künstliche Nachbilden von Fischnährtieren, wie Insekten, Krebsen, kleinere Fischen usw. mit Hilfe von künstlichen und natürlichen Materialien. Dabei wird mit einem Garn Material wie Huhnfedern um einen Angelhaken gewickelt. Die so hergestellten Köderfliegen werden vor allem beim Fliegenfischen verwendet. 
Fliegenfischer binden eigene Fliegen, um fängigere Köderfliegen zu erhalten und um sich auch während der Schonzeit
effektiv und produktiv mit ihrer Leidenschaft zu beschäftigen.

## Gründe für das Fliegenbinden
Dem Fliegenfischer, der sich intensiv mit seiner Passion beschäftigt, reichen gekaufte Fliegen nicht aus. Dafür sind die Anforderungen beim Fischen an unterschiedlichen Gewässern zu spezifisch. Zwar bietet der Handel eine Unzahl an Angelfliegen an, doch ändern sich im Laufe der Zeit einzelne Komponenten an der Fliege. Oftmals reicht schon eine andere Zusammenstellung der verwendeten Materialien aus, um nicht mehr das beste Ergebnis zu erzielen.

## Benötigtes Equipment

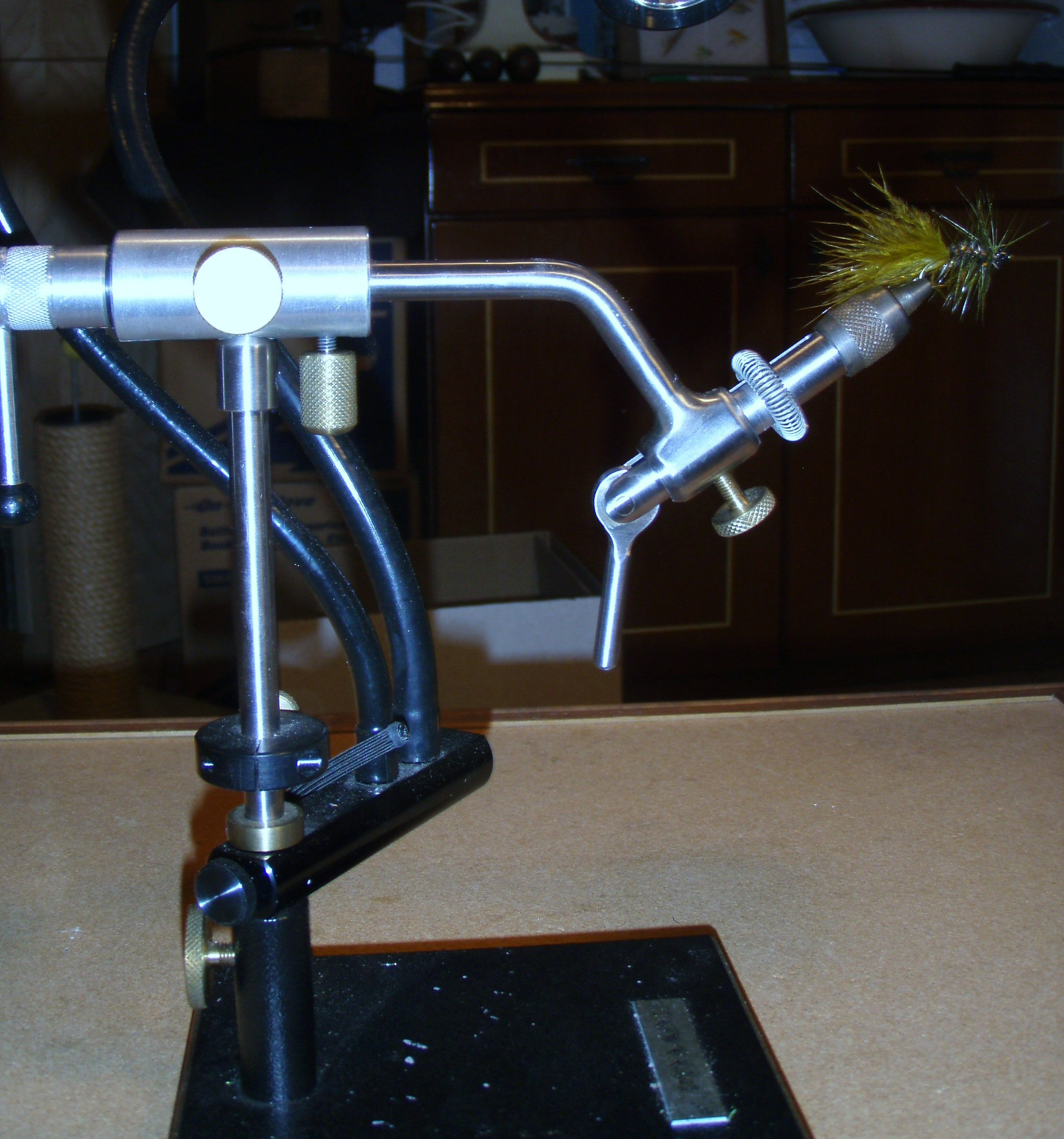
Rotierender Bindestock mit eingespannter Fliege.

Das wichtigste Teil zum Fliegenbinden ist der Bindestock. Seine Aufgabe ist das sichere Festhalten des Hakens. Eine weitere Aufgabe ist bei vielen Bindestöcken die Möglichkeit, den Haken rotieren lassen, um Fliegen einfacher binden oder sie ohne Probleme von allen Seiten betrachten zu können.
Die zum Fliegenbinden benötigten Haken sind zumeist Spezialhaken, die auf die zu bindenden Fliegenmuster abgestimmt sind. Von Hakengröße 26 bis 9/0 sind alle Größen vertreten, insbesondere für Trockenfliegen sind sehr dünndrahtige Haken vonnöten.
Der Bindefaden ist in der Regel ein Polyfilament auf einer Spule, d. h., er besteht aus einer Vielzahl allerfeinster Fäden, die nicht verdrallt sind, sondern parallel zueinander verlaufen. Dadurch trägt der Bindefaden am Haken nicht so sehr auf, man spart dadurch Gewicht und die Silhouette bleibt schlank, wenn dies gewünscht ist.
Die Spule mit dem Bindefaden wird von einem Fadenhalter (Bobbin) aufgenommen. Dieser hat die Aufgabe, das Herumwinden des Fadens um den Haken zu erleichtern und den Faden beim Binden auf Spannung zu halten.
Eine Schere ist ein unbedingt erforderliches Werkzeug für die Bearbeitung der Bindematerialien z. B. Federn, Tierhaare und Kunststoffe.
Nicht unbedingt erforderlich, aber trotzdem sehr hilfreich ist ein Kopfknotenbinder (Whip finisher). Mit diesem wird der Bindefaden zum Abschluss des Bindevorganges sauber gewunden und gleichzeitig verdeckt.
Eine Dubbingnadel und ein Dubbingtwister sind hilfreich zur Verarbeitung von Fellflusen.

## Fliegenmuster
- Trockenfliegen
- Nymphen
- Aufsteiger
- Nassfliegen
- Streamer
- Lachsfliegen
- realistische Imitate (Superrealistic flies)